# Lukostřelba na Letních olympijských hrách 1988
Lukostřelba na Letních olympijských hrách 1988. 

## Medailisté

### Muži
| Kategorie   | Zlato                                                         | Stříbro                                                                    | Bronz                                                                    |
| ----------- | ------------------------------------------------------------- | -------------------------------------------------------------------------- | ------------------------------------------------------------------------ |
| Jednotlivci | Jay Barrs (USA)                                               | Park Sung-soo (KOR)                                                        | Vladimir Ješejev (URS)                                                   |
| Družstvo    | Jižní Korea (KOR) · Chun In-Soo · Lee Han-Sup · Park Sung-soo | Spojené státy americké (USA) · Jay Barrs · Richard McKinney · Darrell Pace | Velká Británie (GBR) · Steven Hallard · Richard Priestman · Leroy Watson |

### Ženy
| Kategorie     | Zlato                                                               | Stříbro                                                                    | Bronz                                                                          |
| ------------- | ------------------------------------------------------------------- | -------------------------------------------------------------------------- | ------------------------------------------------------------------------------ |
| Jednotlivkyně | Kim Soo-Nyung (KOR)                                                 | Wang Hee-Kyung (KOR)                                                       | Yun Young-Sook (KOR)                                                           |
| Družstvo      | Jižní Korea (KOR) · Kim Soo-Nyung · Wang Hee-Kyung · Yun Young-Sook | Indonésie (INA) · Lilies Handayani · Nurfitriyana Saiman · Kusuma Wardhani | Spojené státy americké (USA) · Deborah Ochs · Denise Parker · Melanie Skillman |

## Medailové pořadí
| Pořadí | Země                         | Zlato | Stříbro | Bronz | Celkově |
| ------ | ---------------------------- | ----- | ------- | ----- | ------- |
| 1.     | Jižní Korea (KOR)            | 3     | 2       | 1     | 6       |
| 2.     | Spojené státy americké (USA) | 1     | 1       | 1     | 3       |
| 3.     | Indonésie (INA)              | 0     | 1       | 0     | 1       |
| 4.     | Velká Británie (GBR)         | 0     | 0       | 1     | 1       |
| 4.     | Sovětský svaz (URS)          | 0     | 0       | 1     | 1       |